# Aérodrome de Huahine
 (avril 2025).
L'aérodrome de Huahine est situé l'île de Huahine dans l'archipel la société en Polynésie française. Il est relié quotidiennement à Tahiti.

## Situation
| Nengo-Nengo Marutea-Sud Nukutepipi Ahe Anaa Apataki Arutua Hiva Oa Bora-Bora Tahiti-Fa'a'ā Faaite Fakarava Fangatau Hao Fakahina Hikueru Huahine Kaukura Katiu Kauehi Makemo Manihi Mataiva Maupiti Moorea Napuka Niau Nuku Hiva Nukutavake Puka-Puka Pukarua Raiatea Raivavae Rangiroa Raroia Reao Rimatara Rurutu Takapoto Takaroa Takume Tatakoto Tikehau Totegegie Tubuai Tureia Ua Huka Ua Pou Vahitahi |

## Statistiques

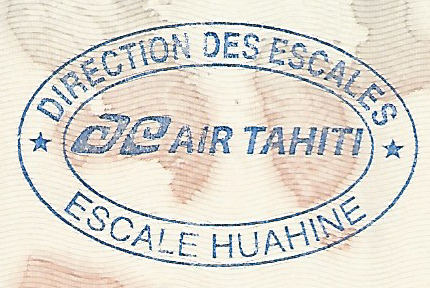
Tampon d'escale Air Tahiti de Huahine

Pour des raisons techniques, il est temporairement impossible d'afficher le graphique qui aurait dû être présenté ici.

Voir la requête brute et les sources sur Wikidata.
| Année | Passagers |
| ----- | --------- |
| 2001  | 165 729   |
| 2002  | 221 477   |
| 2003  | 214 439   |
| 2004  | 205 655   |
| 2005  | 152 226   |
| 2006  | 151 907   |
| 2007  | 147 859   |
| 2008  | 140 938   |
| 2009  | 134 314   |
| 2010  | 175 088   |
| 2011  | 144 355   |
| 2012  | 120 706   |
| 2013  | 121 431   |
| 2014  | 84 242    |